# Colaconematales
Colaconematales J.T. Harper & G.W. Saunders, 2002, segundo o sistema de classificação de Hwan Su Yoon et al. (2006), é o nome botânico de uma ordem de algas vermelhas pluricelulares da classe Florideophyceae, subfilo Rhodophytina.

## Táxons inferiores
Família: Colaconemataceae J.T. Harper & G.W. Saunders, 2002
Gêneros: Colaconema